# 软枝绿锯藓
软枝绿锯藓（学名：Duthiella flaccida）为扭叶藓科绿锯藓属下的一个种。